# KH-7 08
KH-7 08 – amerykański satelita rozpoznawczy. Ósmy statek serii KeyHole-7 GAMBIT programu CORONA. Jego zadaniem było wykonanie wywiadowczych zdjęć Ziemi, o rozdzielczości przy gruncie około 46 cm. Rezultaty misji nie są znane.

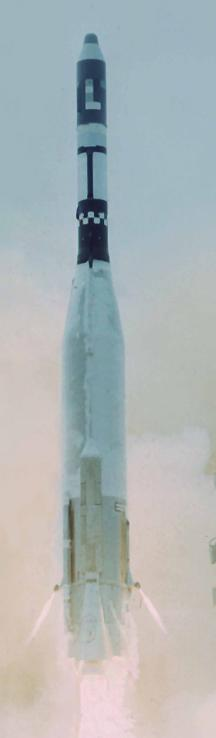
Start Atlasa Ageny D z satelitą KH-7 08